# رابرت پری (ورزشکار)
رابرت پری (انگلیسی: Robert Perry; ۴ مهٔ ۱۹۰۹ – ۳ آوریل ۱۹۸۷) قایقران اهل بریتانیا بود.